# Good Morning Judge
Good Morning Judge è un singolo del gruppo musicale britannico 10cc, pubblicato nel 1977 ed estratto dall'album Deceptive Bends.

## Tracce
- 7"

1. Good Morning Judge
2. Don't Squeeze Me Like Toothpaste

## Formazione
- Eric Stewart - voce, chitarra, piano, Moog, cori
- Graham Gouldman - basso, chitarra, tamburello, cori
- Paul Burgess - batteria, tamburello, piano, cabasa

## Classifiche
| Classifica (1977) | Posizione massima |
| ----------------- | ----------------- |
| Regno Unito       | 5                 |
| Stati Uniti       | 69                |